# 埃鲁拉
埃鲁拉（義大利語：Erula），是意大利萨萨里省的一个市镇。总面积40.24平方公里，人口781人，人口密度19.4人/平方公里（2009年）。ISTAT代码为090088。